# Halbmarathon-Weltmeisterschaften 1995
Die 4. Halbmarathon-Weltmeisterschaften (offiziell IAAF World Half Marathon Championships) fanden am 1. Oktober 1995 statt und wurden im Rahmen des Halbmarathons Le Lion zwischen den französischen Gemeinden Montbéliard und Belfort ausgetragen. 243 Teilnehmer (147 Männer und 96 Frauen) aus 54 Ländern gingen an den Start.

## Ergebnisse

### Männer

#### Einzelwertung
| Platz | Athlet            | Land | Zeit (h) |
| ----- | ----------------- | ---- | -------- |
| 1     | Moses Tanui       | KEN  | 1:01:45  |
| 2     | Paul Yego         | KEN  | 1:01:46  |
| 3     | Charles Tangus    | KEN  | 1:01:50  |
| 4     | Antonio Serrano   | ESP  | 1:01:56  |
| 5     | Josia Thugwane    | RSA  | 1:02:28  |
| 6     | Delmir dos Santos | BRA  | 1:02:32  |
| 7     | Herder Vázquez    | COL  | 1:02:32  |
| 8     | Nobuyuki Satō     | JPN  | 1:02:36  |

Teilnehmer aus deutschsprachigen Ländern: 
- 21: Rainer Wachenbrunner (GER), 1:03:18
- 36: Steffen Dittmann (GER), 1:04:11
- 48: Daniel Böltz (SUI), 1:04:38
- 71: Thorsten Naumann (GER), 1:05:43
- 112: Stéphane Schweickhardt (SUI), 1:08:57
- 113: Eike Loch (GER), 1:09:14
- 114: Jens Wilky (GER), 1:09:17

#### Männer
| Platz | Land und Athleten                                                       | Zeit (h)                        |
| ----- | ----------------------------------------------------------------------- | ------------------------------- |
| 1     | Kenia Moses Tanui (1.) Paul Yego (2.) Charles Tangus (3.)               | 3:05:21 1:01:45 1:01:46 1:01:50 |
| 2     | Spanien Antonio Serrano (4.) Bartolomé Serrano (11.) Pablo Sierra (19.) | 3:07:51 1:01:56 1:02:41 1:03:14 |
| 3     | Italien Vincenzo Modica (12.) Danilo Goffi (13.) Giacomo Leone (14.)    | 3:08:31 1:02:48 1:02:49 1:02:54 |

Deutschland belegte Platz 14 in 3:12:07 h.

### Frauen

#### Einzelwertung
| Platz | Athletin           | Land | Zeit (h) |
| ----- | ------------------ | ---- | -------- |
| 1     | Walentina Jegorowa | RUS  | 1:09:58  |
| 2     | Cristina Pomacu    | ROU  | 1:10:22  |
| 3     | Anuța Cătună       | ROU  | 1:10:28  |
| 4     | Colleen De Reuck   | RSA  | 1:11:07  |
| 5     | Alla Schiljajewa   | RUS  | 1:10:39  |
| 6     | Elena Fidatof      | ROU  | 1:10:39  |
| 7     | Ana Isabel Alonso  | ESP  | 1:10:43  |
| 8     | Zahia Dahmani      | FRA  | 1:11:28  |

Teilnehmerinnen aus deutschsprachigen Ländern: 
- 25: Franziska Rochat (SUI), 1:13:16 h
- 29: Ursula Jeitziner (SUI), 1:13:29 h
- 47: Andrea Fleischer (GER), 1:15:27 h
- 57: Luminita Zaituc (GER), 1:16:49 h
- Monika Schäfer (GER), DNF

#### Teamwertung
| Platz | Land und Athletinnen                                                          | Zeit (h)                        |
| ----- | ----------------------------------------------------------------------------- | ------------------------------- |
| 1     | Rumänien Cristina Pomacu (2.) Anuța Cătună (3.) Elena Fidatof (6.)            | 3:31:29 1:10:22 1:10:28 1:10:39 |
| 2     | Russland Walentina Jegorowa (1.) Alla Schiljajewa (5.) Firaja Sultanowa (17.) | 3:33:12 1:09:58 1:10:39 1:12:35 |
| 3     | Spanien Ana Isabel Alonso (7.) Rocío Ríos (10.) Carmen Fuentes (15.)          | 3:34:26 1:10:43 1:11:42 1:12:01 |